# 醉酒灣防線

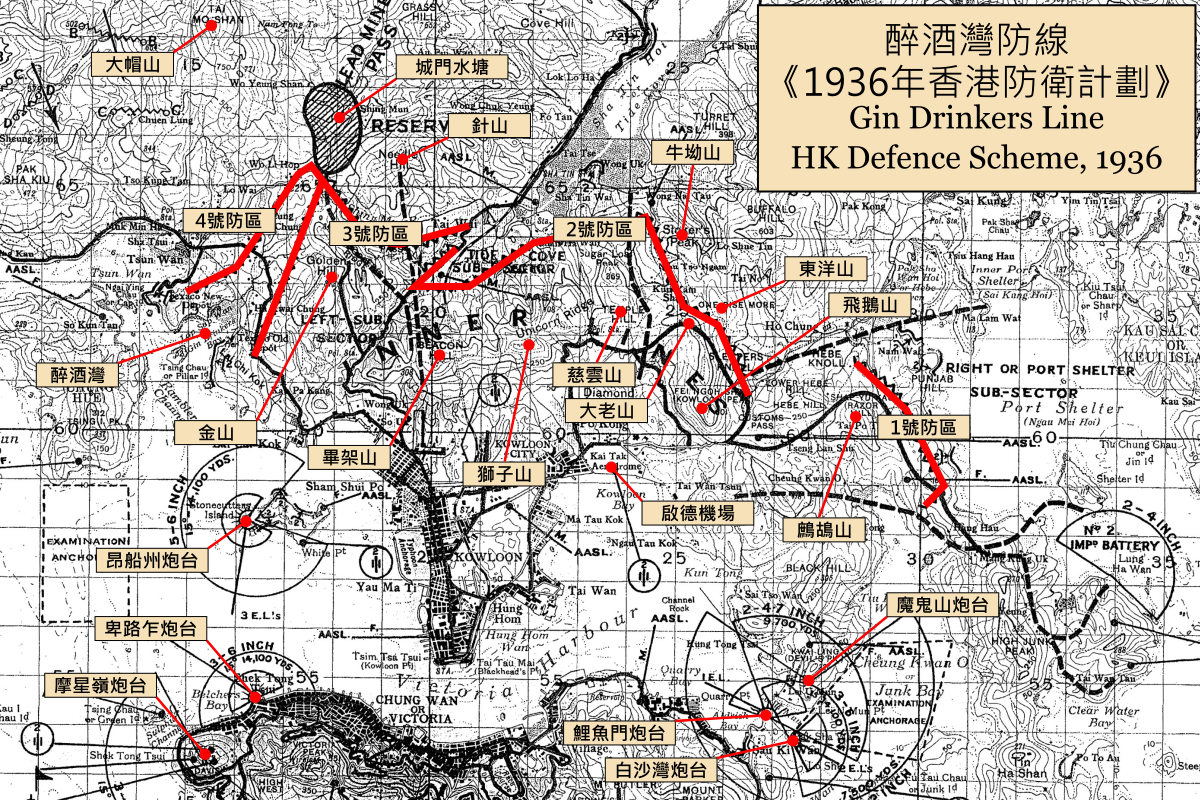
《1936年香港防衛計劃》描繪的醉酒灣防線。醉酒灣防線經常被簡化為一條延綿不斷的軍事防線，但更準確是指英軍沿九龍山脊設下的四個防禦區域，阻止敵軍從新界入侵九龍半島。

醉酒灣防線（英語：Gin Drinker's Line），又稱賈乃錫內防線（英語：Grasett's Inner Line），是駐港英軍因應1930年代中期不斷惡化的國際局勢，而在新界南部所设置的防線，這條防線的一系列防禦工事從西部的葵涌一直分佈到東部的牛尾海沿岸，目的是要利用分隔新界和九龍的丘陵地帶，阻止敵軍從香港北部的新界攻入九龍半島及香港島，可是醉酒灣防線在1930年代後期接近完工時，英軍卻因爲駐港兵力不足而一度棄守防線，到1941年11月又重新派兵進駐，但駐防的兵力仍遠少於固守防線的基本所需。1941年12月8日日本發動太平洋戰爭的當日即爆發香港保衛戰，入侵香港的日軍於1941年12月9日晚上至10日清晨，摸黑進攻數小時便攻陷守備兵力薄弱的城門棱堡，並於12月11日從葵涌突破防線，促使英軍提早撤出防線並退守香港島，防線並未能發揮大幅拖延日軍推進及延遲香港淪陷的作用。

## 地理位置

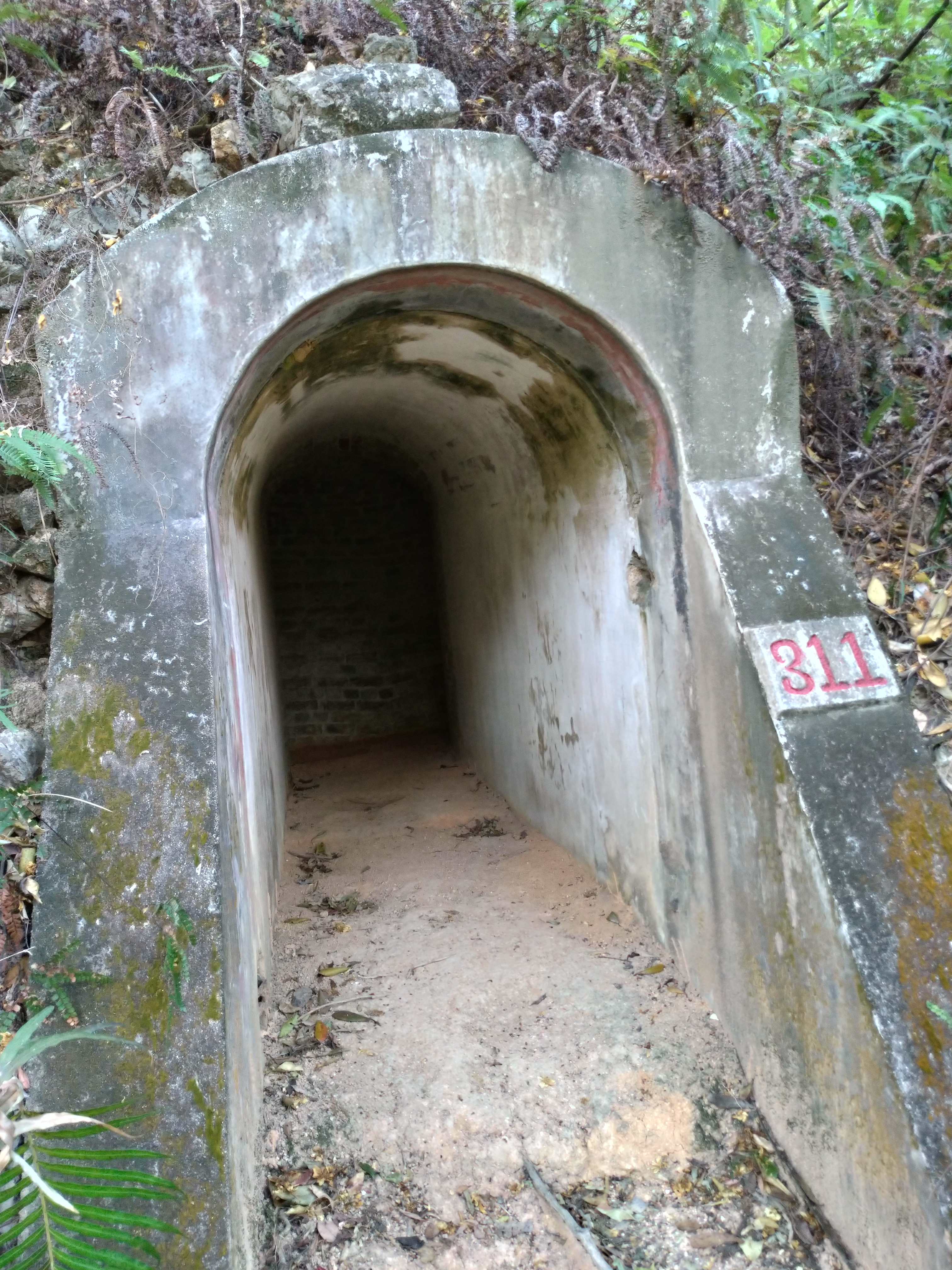
位於金山的311號機槍堡出入口

醉酒灣防線建基於新界南部和九龍半島北部之間連綿的群山，利用該處的高地作為天然屏障。防線的起點在新界葵涌的醉酒灣（已被填海，即現在葵芳一帶），由西向東，經金山、城門水塘、筆架山、獅子山、大老山，至西貢的牛尾海，全長約18公里。
醉酒灣防線以西面的左翼最為關鍵，相對於防線的中部及右翼分別有城門河及沙田海（1950年代以前的城門河出海口位於大圍，後來因為在沙田海填海造地，沙田海才被收窄成現時的河道），敵軍如正面進攻便需要渡河或渡海才能夠接近防線，而左翼防線則較容易被敵軍經陸路接近，因為由西至東的葵涌、金山、城門水塘及筆架山，都是新界和九龍接壤之處，並且西有青山公路在葵涌穿過，東有大埔公路在金山和筆架山之間的山坳穿過，而兩條公路的南端均連接至左翼防線後方的深水埗，所以一旦左翼防線失守，敵軍便有很大機會能夠長驅直進，繼續往南攻入九龍市區，所以筆架山至沙田坳的一段，以及上城門水塘一帶成為英軍陸上防衛的重點。
英軍最初認為與防線同期規劃建造的上城門水塘可作為醉酒灣防線左翼的人工屏障，而在城門河的上游，從針山往南面的金山行軍，便需要越過俗稱城門峽（即現在的下城門水塘一帶）的峽谷，該處地勢多為斷崖峭壁，除了經上城門水塘的水壩外，其餘地點都被認為難於行軍，而且該處以南的金山亦築有防線，所以英軍原本沒有打算在上城門水塘修建防衛陣地，但後來為了避免出現防禦漏洞，於是在上城門水塘東南面的孖指徑加建城門棱堡，將醉酒灣防線左翼東部的防衛陣地往北推前至上城門水塘的南側，藉此鞏固醉酒灣和金山之間的防衛。

## 建築

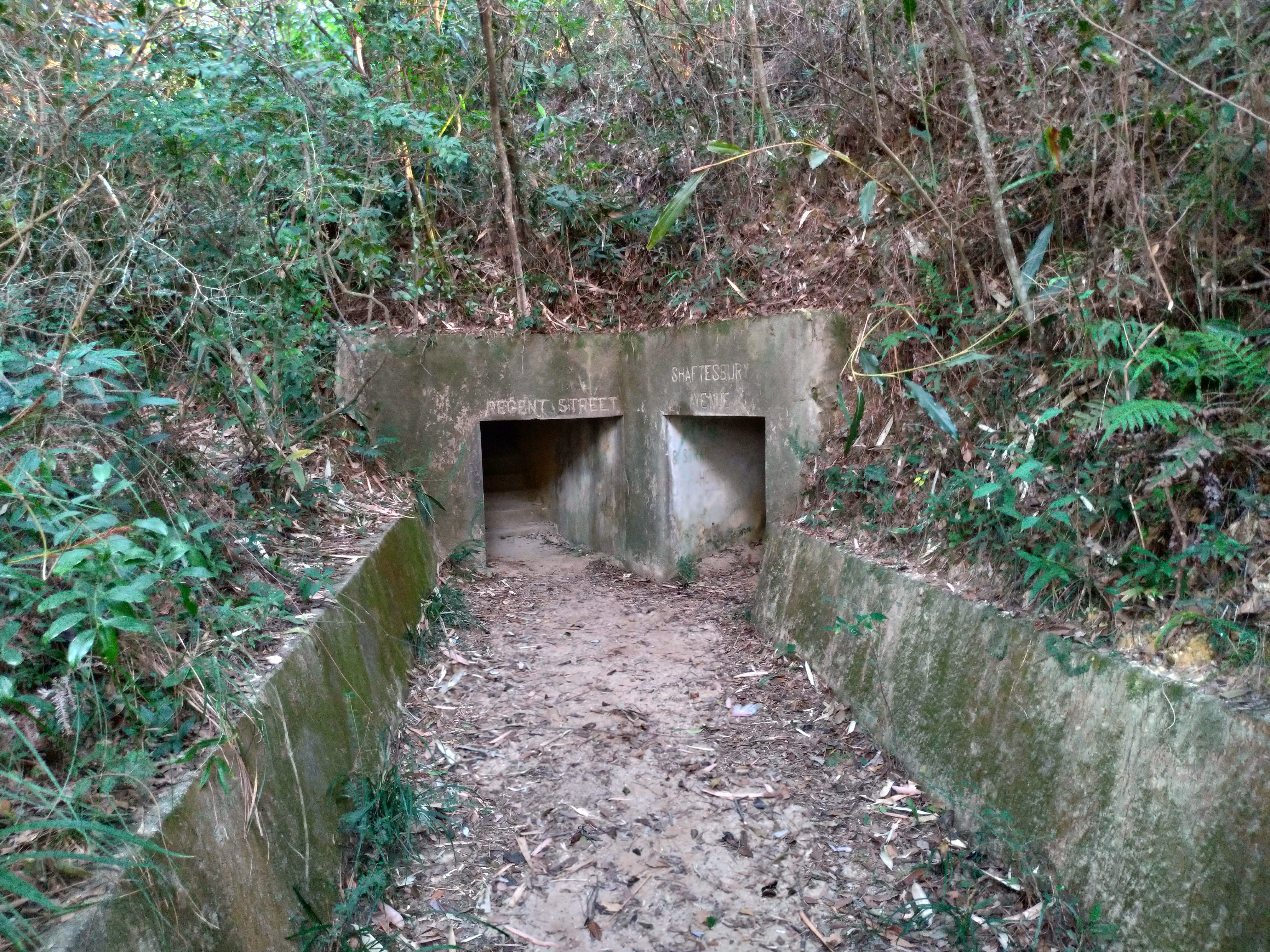
城門棱堡的地道出入口，左邊名為麗晶街（Regent Street），右邊名為舒佛畢利巷（Shaftesbury Avenue）

醉酒灣防線於1936年開始興建，為了保密防衛計劃及防線的佈局，所以英軍在建造防線時採取保密措施，如城門棱堡便利用同期興建的城門水塘第三期工程作為掩飾，當時發刊的地圖也不會顯示防線的位置。雖然在1938年因為英軍調整防務計劃，改為集中保護香港島，醉酒灣防線因此被停建，但防線的基本建築物已大致完成。防線主要沿分隔新界和九龍之間的多座山的山脊和山峽而建，在山上建有瞭望用的偵察堡及炮兵觀測站，而在較容易行軍穿越的山坳則成為防禦重點，建有多個防禦工事，包括碉堡、戰壕、機槍陣地等。
醉酒灣防線規模最大的地道系統是位於金山郊野公園孖指徑的城門棱堡，主要由四座機槍堡及一個炮兵觀測站組成，以隧道及戰壕互相連接，至今仍然可以看到棱堡的地道採用英國倫敦的街名作為標識，如牛津街、摄政街、查令十字路、乾草市場等等，在金山上亦建有多座機槍堡。

## 戰前部署

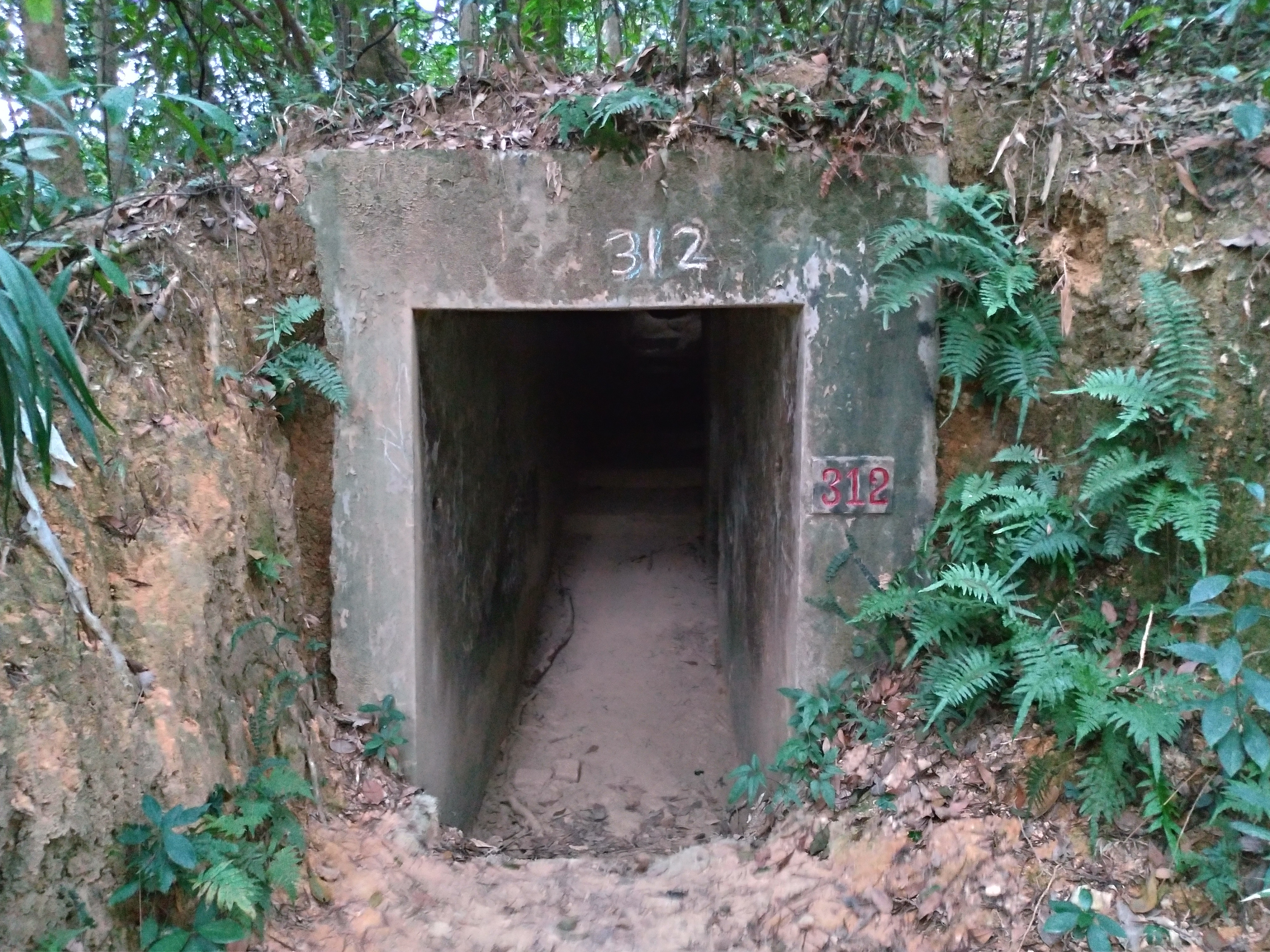
位於金山的312號機槍堡出入口

由於英軍在1938年預定香港只會部署四個步兵營的正規軍軍力，在兵力有限下只能集中保衛香港島，最多只能分派一營步兵在九龍略作抵抗，並且在九龍被攻佔前便要撤回港島，醉酒灣防線變得並非必要而於同年停建。可是一旦失去九龍，香港島亦難於固守，所以英軍內部也有意增兵香港，惟納粹德國在1940年攻陷法國後，英國也面對德軍入侵威脅，無法增兵香港，直至1941年9月加拿大決定軍援香港，兩營加拿大軍合共約2,000人在11月抵達香港後，香港的正規軍兵力增至六營，駐港英軍司令莫德庇因此有空間調整部署，便決定將三營兵力部署到九龍和新界南部，重啟醉酒灣防線，以期加強遲滯敵軍入侵九龍的效果。防線的左翼、中央及右翼，分別由蘇格蘭營、旁遮普營及拉吉普營駐守，不過因為防線已經關閉三年，這三營步兵除了須時熟習環境，防線本身也需要進行修葺工作，但其時距離日本發動太平洋戰爭並進攻香港已經不足一個月。另一個問題是長達18公里的醉酒灣防線原本最少要部署四個營駐守，還要有兩三個營在防線後方擔當後備隊，填補敵軍一旦越過防線後出現的缺口，避免敵軍長驅直進甚至從後方夾擊防線的守軍，但這樣等同將香港全部兵力都調派到九龍，將大幅偏離集中防衛香港島的基本方針，而且九龍半島的地理環境不利於固守，完全依賴醉酒灣防線的保護。由於不能在醉酒灣防線損失過重，又不能排除日軍在香港島登陸發動奇襲的可能性，而且在11月抵港的加拿大軍對香港的地理環境仍十分陌生，所以英軍決定只派三營步兵到醉酒灣防線，並且在防線被突破後便要撤出，儘早撤退到香港島入駐港島北岸的防線，抵擋敵軍渡海登陸。
另一方面，日軍為準備攻略香港，早已蒐集香港防務的情報，也預料英軍在新界和九龍之間建立防線，所以一直查探醉酒灣防線的資料，並且繪畫成多幅地圖及平面圖，日軍的草圖描述了防線的基本佈局，雖然未能標出精確位置，部分資料也有錯誤，但也顯示日軍對醉酒灣防線的重視，日軍要求將會參與進攻香港的部隊為攻打碉堡進行特訓，並且特別調派攻城重炮部隊為攻破防線提供火力支援。

## 戰事經過

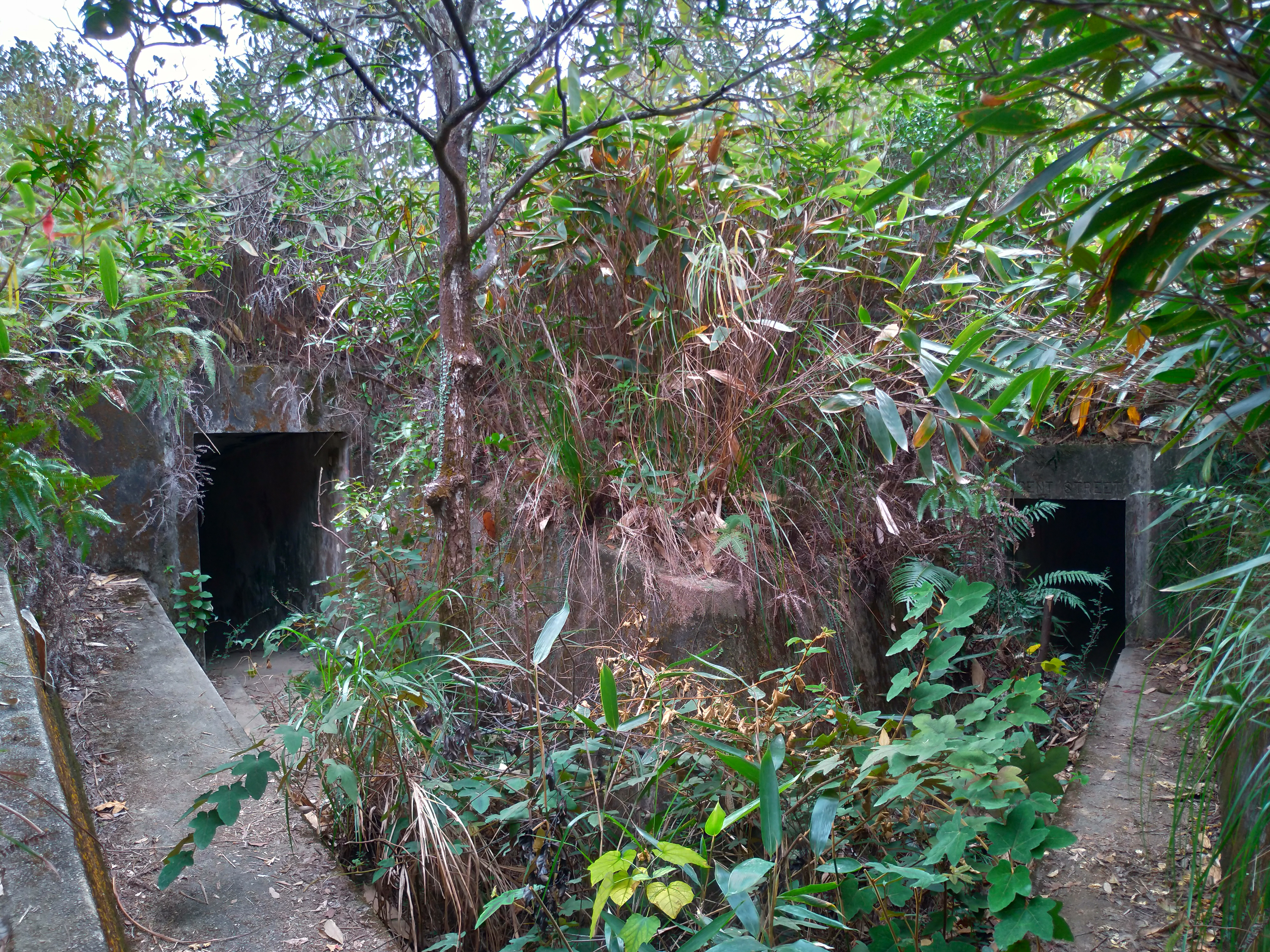
在樹叢下的城門棱堡麗晶街地道出入口

1941年12月8日，日軍入侵香港，香港戰役爆發，日軍原以為醉酒灣防線不易被攻破，主導進攻香港的日軍第23軍司令部下令第38師團轄下的第228、229及230聯隊要在防線前設立陣地駐紮，等待第1炮兵隊架設好重炮，再在重炮炮火的支援下對防線發起聯合進攻。
12月9日下午，第228聯隊長土井定七大佐因為在偵察時發現英軍在上城門水塘一帶的駐守兵力很薄弱，土井大佐在未經第38師團的批准下，與228聯隊內的大隊隊長及參謀策劃在晚上對城門水塘的英軍陣地發起私自進攻，並決定闖入被劃入第230聯隊轄區的城門水塘，取道上城門水塘的主壩發動攻勢。當晚約7時許，第228聯隊出動超過500人發起進攻，由第3大隊的兩個中隊擔任先鋒，將在該處駐守的39名蘇格蘭營士兵擊潰，繼而佔領城門棱堡。雖然土井大佐成功在醉酒灣防線打開缺口，最終迫使英軍提早撤出防線，但因為這次攻勢違反第38師團下達各聯隊在陣地前設立陣地的指令，土井大佐違抗上級命令私自進攻，遭到第23軍司令酒井隆中將的斥責，在這次私自進攻擔任主要角色的第228聯隊第3大隊亦受到處分，當日軍進攻九龍時，該隊被指派充當後備隊，只能跟在第230聯隊的後面。至於攻破城門棱堡的戰功，則被記入攻陷炮兵觀測站的第228聯隊第10中隊隊長若林東一中尉身上。12月10日，指揮第230聯隊的東海林俊成大佐亦私自發起攻勢，派兵進攻金山及256高地，擊退防守醉酒灣防線左翼的蘇格蘭營。英軍在防線左翼的破口擴大，繼而威脅到醉酒灣防線的中央及右翼，英軍為免陷入腹背受敵，惟有提早撤出醉酒灣防線，退守香港島保留實力。不過日軍兩支聯隊的私自行動，卻打亂了第38師團原定的行軍部署，而在倉促發起攻勢下，反而未能追趕有完善撤退計劃的英軍，使英軍部署在醉酒灣防線及九龍半島的主力得以退守香港島。

## 現況
醉酒灣防線在二戰結束後被廢棄，防線的大部分機槍堡及部分建築物於戰後已被英軍以爆破方式拆除，但沒有清走瓦礫，而損毀嚴重的地道則被堵塞，及後又因其他緣故而被毀壞，所以防線的大部份建築物已經不存在，只剩下城門棱堡仍留下較具規模的地道系統及部分防禦工事的遺跡，而在獅子山、大老山、牛尾海一帶，也有一些機槍堡、防衛陣地及軍用坐標石的遺址，但都已經多年失修，也有部分機槍堡等建築物曾經遭人佔用及改建。縱使當中部分建築物如城門棱堡獲列入香港二級歷史建築，但保育及維護狀況依然乏善可陳。
香港大學建築學院發表研究報告指出香港特區政府未有適當重視及保護這些香港抗擊日軍入侵的遺跡，雖然這些軍事遺址反映二戰時期盟軍在香港抵抗日軍的侵略，但香港對戰時遺跡的保護不但落後於其他亞洲地區，更不如澳門特區政府重視葡萄牙軍軍事遺址而作出大量保育工作。建築系教授亦呼籲市民及遊客參觀這些香港二戰軍事遺跡時要愛惜文物，在拍攝時不應做出跳躍或攀爬的動作，避免加劇對這些年久失修的歷史建築造成的損壞，進一步影響結構安全。

## 外部連結
- 漁農自然護理署體驗自然網站:戰地遺跡徑，附有地圖下載

 维基共享资源上的相關多媒體資源：醉酒灣防線